# Democratische Volkspartij van Oezbekistan
De Democratische Volkspartij van Oezbekistan (Oezbeeks: Oʻzbekiston Xalq Demokratik Partiyasi; Russisch: Народно-демократическая партия Узбекистана) is een politieke partij in Oezbekistan. Naast de Oezbeekse Liberaal-Democratische Partij behoort de Democratische Volkspartij tot de "pro-presidentiële" partijen die zich altijd achter het beleid van de zittende president scharen.
De Democratische Volkspartij (OXDP) werd op 1 november 1991 opgericht als opvolger van de Communistische Partij van Oezbekistan. De partij werd een aantal jaren geleid door president Islam Karimov, die echter in 1996 als partijleider aftrad. In 1999 zegde Karimov zijn lidmaatschap van de OXDP op en sloot zich aan bij een nieuwe partij, de Nationaal-Democratische Partij "Fidokorlar". Karimov maakte zo de weg vrij voor een meerpartijenstelsel. Bij de presidentsverkiezingen van 2000 was Abdulhafiz Jalolov kandidaat namens de Democratische Volkspartij en nam het op tegen Karimov die zich kandideerde voor de Nationaal-Democratische Partij. Karimov boekte met 96% van de stemmen een monsterzege, terwijl Jalolov het moest doen met maar 4% van de stemmen. In 2007 was Asliddin Rustamov presidentskandidaat namens de OXDP, hij kreeg 3,27% van de stemmen (Karimov, inmiddels toegetreden tot de Oezbeekse Liberaal-Democratische Partij) kreeg ruim 90% van de stemmen) en in 2015 was Khatamjan Ketmanov presidentskandidaat. Hij kreeg slechts 3% van de stemmen, terwijl Karimov wederom met 91% van de stemmen een monsterzeg boekte.
Het overlijden van president Karimov in september 2016 zorgde voor vervroegde presidentsverkiezingen in december van dat jaar. Ketmanov trad wederom aan als kandidaat voor de volksdemocraten, maar moest het afleggen tegen de kandidaat van het regime, Sjavkat Mirzijojev, die met 90% van de stemmen werd gekozen.
Bij de parlementsverkiezingen van 1994/1995 en 1999 werd de Democratische Volkspartij telkens de grootste partij in het parlement, de Oliy Majlis. Het aantal kandidaten dat gekozen werd namens de lokale raden was in 1994/1995 met 167 en in 1999 met 110 verkozenen wel groter, maar het overgrote deel van hen was tevens lid van de Democratische Volkspartij. In 1994/1995 waren bijvoorbeeld 120 van de 167 verkozenen namens de lokale raden lid van de OXDP.
De Democratische Volkspartij van Oezbekistan is een conservatieve, etatistische en traditionalistische partij. De OXDP geldt wel als "linkser" dan de Liberaal-Democratische Partij. Net als die laatste partij is de OXDP ook seculier en zet zich in voor de religieuze minderheden in het land. Hierdoor weet de partij zich verzekerd van de electorale steun van de Russische minderheid in Oezbekistan.

## Zetelverdeling
| Zetelverdeling Wetgevende Kamer/Oliy Majlis | Zetelverdeling Wetgevende Kamer/Oliy Majlis | Zetelverdeling Wetgevende Kamer/Oliy Majlis |
| jaar                                        | zetels                                      | totaal                                      |
| ------------------------------------------- | ------------------------------------------- | ------------------------------------------- |
| 1994/1995                                   | 69                                          | 250                                         |
| 1999                                        | 49                                          | 250                                         |
| 2004/2005                                   | 28                                          | 120                                         |
| 2009/2010                                   | 32                                          | 135                                         |
| 2014/2015                                   | 27                                          | 150                                         |
| 2019/2020                                   | 22                                          | 150                                         |

## Verwijzingen
1. 1 2 3  worldstatesmen.org
2. 1 2  What ideas do political parties advance?. Gearchiveerd op 7 december 2022.
3. ↑  The political framework of Uzbekistan, geraadpleegd 6 juli 2022. Gearchiveerd op 8 augustus 2022.
4. ↑  B. Ergashev: THE FORMATION OF A MULTI-PARTY SYSTEM IN UZBEKISTAN: PROBLEMS AND PROSPECTS CA&C Press AB 2000